# 久喜銀行
久喜銀行（くき ぎんこう）は1898年（明治31年）3月1日、埼玉県南埼玉郡久喜町（現在の埼玉県久喜市）に資本金10万円で設立された銀行。

## 沿革
埼玉県南埼玉郡久喜町（現在の埼玉県久喜市）において、頭取榎本善兵衛、専務取締役宮内翁助、取締役日下部泰助、武井友之助、監査役瀬田弥藤治、白石昌字の地元有力者が名を連ねていた。久喜町は昔から江戸と上野を結ぶ街道にあって、人馬継立てによって繁盛した町である。また、8の日には市が立ち、木綿や穀物などの市が催されていた。明治になってから東北本線（JR宇都宮線）が開通し、東武鉄道が（久喜 - 杉戸 - 粕壁 - 越ヶ谷 - 草加 - 北千住）に開通した。久喜地域は文明開化の産物というべき鉄道の開通により、埼玉県北東部地域の交通の要衝として地域産業に変化をもたらした。
久喜銀行は1899年（明治32年）10月、北葛飾郡幸手町（現在の埼玉県幸手市）に支店を開設し順調に発展した。1902年（明治35年）12月末の主要勘定は払込資本金74,000円、積立金8,151円、預金168,423円、貸付金135,888円、割引手形65,091円、純益金5,529円で株式配当が8分3厘強を出している。株主数204名、役員ならびに従業員は13名でそのうち役員は5名であった。
この銀行の経営につまずきが見られるようになったのは1911年（明治44年）からであった。同年11月、榎本頭取、宮内専務取締役が辞任したため取付けが起こり4日から1週間休業するという事件があった。1917年（大正6年）6月資本金を50万円に増資し業務を拡大したが第一次世界大戦による好景気を機に放漫経営となり、しだいに固定貸しが増えていった。
そのため1927年（昭和2年）2月、金融恐慌に際し同月22日から休業して鋭意整理した結果、1928年（昭和3年）2月23日、久喜銀行の整理案が預金者によって承認された。この整理案欠損金32,000円のうち2万円は重役が私財提供し、12,000円は預金を切り捨てによって解決するものであった。この切捨率は1口1,000円以上の預金は4%ということであったが、最終処理の結果は1,000円未満の預金は全額支払い1,000円以上の預金は90%を支払い、預金利子は切り捨てとなった。
1928年（昭和3年）4月30日、日本銀行の斡旋により昭和銀行との合併仮契約書に調印。久喜銀行の本支店は、昭和銀行の出張所として引き継がれた（支店にしなかった理由は株主総会の開催を省略するためで一時的なもの）。
なお、久喜銀行の前年3月末の主要勘定は資本金50万円（うち払込162,250円）積立金86,217円、預金1,607,491円、貸付金1,080,886円、割引手形407,215円であった。